# Парадокс тритона
Парадокс тритона — звуковая иллюзия, при которой последовательно воспроизводимая пара тонов Шепарда, разделённых интервалом в тритон или половину октавы, воспринимается некоторыми слушателями как восходящая, а другими — как нисходящая. Различные популяции склонны отдавать предпочтение одному из ограниченного набора точек вокруг хроматического круга в качестве центра для высших тонов. В 1963 году Роджер Шепард утверждал, что такие пары тонов будут восприниматься двусмысленно, как восходящие или нисходящие. Однако исследовательница психологии музыки Диана Дойч в 1986 году обнаружила, что когда суждения отдельных слушателей рассматривались по отдельности, их суждения зависели от положения тонов на хроматическом круге. Например, один слушатель мог слышать пару тонов До-Фа как восходящую и пару тонов Соль-До как нисходящую. Другой слушатель мог слышать пару тонов До-Фа как нисходящую и пару тонов Соль-До как восходящую. Более того, способ восприятия этих пар тонов варьировался в зависимости от языка или диалекта слушателя.

## Описание
Каждый тон Шепарда состоит из набора синусоид, связанных с октавами, амплитуды которых масштабируются фиксированной спектральной огибающей в форме колокола на логарифмической шкале частот. Например, один тон может состоять из синусоиды на частоте 440 Гц, сопровождаемой синусоидами на более высоких октавах (880 Гц, 1760 Гц и т. д.) и более низких октавах (220 Гц, 110 Гц и т. д.). Другой тон может состоять из синусоиды на частоте 311 Гц, также сопровождаемой синусоидами на более высоких и более низких октавах (622 Гц, 155,5 Гц и т. д.). Амплитуды синусоид обоих комплексов определяются одной и той же фиксированной амплитудной огибающей — например, огибающая может быть сосредоточена на частоте 370 Гц и охватывать диапазон в шесть октав.

## Объяснение
Шепард предположил, что два тона образуют бистабильный образ, аудиоэквивалент куба Неккера, который можно слышать как восходящий или нисходящий, но никогда не одновременно. Диана Дойч позже обнаружила, что восприятие того, какой тон выше, зависит от абсолютных частот, участвующих в процессе: человек обычно считает, что один и тот же тон является более высоким, и это определяется абсолютной высотой тонов. ак поступает большая часть населения, несмотря на то, что для того, чтобы реагировать на разные тона по-разному, необходимо иметь абсолютный слух и обладать способностью воспринимать абсолютную высоту тона, которая, как считалось, встречается крайне редко. Открытие использовалось для аргументации того, что скрытая способность к абсолютному слуху присутствует у большой части населения. Кроме того, Дойч обнаружила, что испытуемые с юга Англии и из Калифорнии разрешали неоднозначность противоположным образом. Также Дойч, Хенторн и Долсон обнаружили, что носители вьетнамского языка, который является тональным, слышали парадокс тритона иначе, чем калифорнийцы, носители английского языка.